# 东北高加索语系
东北高加索语系是主要分布在俄罗斯达吉斯坦、车臣、印古什、阿塞拜疆北部、格鲁吉亚东北部等地的一个语系。